# Gmina Barcin
Die Gmina Barcin [ˈbarʨin] ist eine Stadt-und-Land-Gemeinde im Powiat Żniński der Woiwodschaft Kujawien-Pommern in Polen. Ihr Sitz ist die gleichnamige Stadt (deutsch Bartschin) mit 7572 Einwohnern (2016).

## Geographie

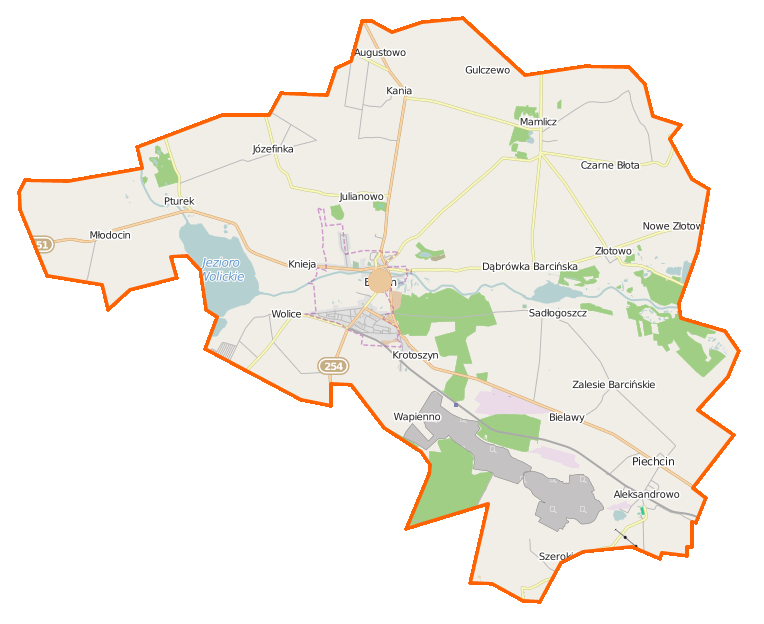
Karte der Gemeinde

Die Gemeinde liegt etwa 35 Kilometer südlich der Stadt Bydgoszcz (Bromberg) und grenzt an die Gemeinde der Kreisstadt Żnin. Ihr Hauptort liegt am rechten Ufer der Netze (Noteć).

## Geschichte
Im Rahmen der Ersten Teilung Polens 1772 kam das Gemeindegebiet an Preußen. Im Jahr 1919 wurde es Teil des wiederentstandenen Polen. In der Besatzungszeit (1939–1945) des Zweiten Weltkriegs erhielten die Orte deutsche Namen, die die slawische Herkunft der bis dahin amtlichen deutschen Namen verschleierte. Noch vor Kriegsende kam das Gebiet wieder an Polen.
Von 1975 bis 1998 gehörte die Gemeinde zur Woiwodschaft Bydgoszcz.

## Gliederung
Die Stadt-und-Land-Gemeinde Barcin besteht aus der namensgebenden Stadt und weiteren Ortschaften, die 14 Dörfern mit Schulzenämtern (durch * gekennzeichnet) zugeordnet sind:
| polnischer Name     | deutscher Name (1815–1920)                 | deutscher Name (1939–45)                |
| ------------------- | ------------------------------------------ | --------------------------------------- |
| Aleksandrowo        | Vorwerk Alexandern                         | Alexandern                              |
| Augustowo           | Augustowo                                  | Augustenhof                             |
| Barcin              | Bartschin                                  | 1939–43 Bartelstein 1943–45 Bartelstädt |
| Barcin-Wieś*        | Gut Bartschin                              | Bartelsdorf                             |
| Bielawy             | Bielawy                                    | Weißenhof                               |
| Dąbrówka Barcińska* | Dombrowko                                  | Eichwald                                |
| Gulczewo            | Gut Mamlitz                                | Dietershof                              |
| Józefinka*          | Josephinenthal                             | Josefinental                            |
| Julianowo           | Julianowo                                  | Julienhof                               |
| Kania*              | Kania                                      | Habichtswalde                           |
| Knieja              | Knieja                                     | Wiesenfelde                             |
| Krotoszyn*          | Krotoschin                                 | Windhuk                                 |
| Mamlicz*            | Mamlitz                                    | 1939–43 Mühldorf 1943–45 Brinkmühlen    |
| Młodocin*           | Mlodocin                                   | Jungdorf                                |
| Piechcin*           | Hansdorf                                   | Hansdorf                                |
| Pturek*             | Pturke                                     | Seekrug                                 |
| Sadłogoszcz         | Joachimsdorf                               | Joachimsdorf                            |
| Szeroki Kamień      | Breitenstein                               | Breitenstein                            |
| Wapienno            | Vorwerk Hamilkarowo                        | Wappin                                  |
| Wolice*             | Wolitz                                     | Leutwein                                |
| Zalesie Barcińskie* | Gut Zalesie bei Bartschin 1906–20 Salesche | 1939–43 Ullmannshorst 1943–45 Kiehnshof |
| Złotowo*            | Zlotowo Dorf 1916–20 Schlottau             | Schlottau                               |
| –                   | Zlotowo Gut                                | Eichfelde                               |

## Verkehr
Wapienno hat einen Güterbahnhof an der Bahnstrecke Inowrocław–Drawski Młyn. Die Bahnhöfe Barcin und Piechcin sowie der Haltepunkt Bielawy bestehen nicht mehr. In Barcin zweigte die 1987 stillgelegte Bahnstrecke Mogilno–Barcin ab.